# 長岡市立神田小学校
長岡市立神田小学校（ながおかしりつ かんだしょうがっこう）は、新潟県長岡市にある公立小学校。

## 沿革
- 1905年（明治38年）9月 - 蔵王尋常小学校と新町尋常小学校を統合し、古志郡長岡町立神田尋常小学校として開校[1]。
- 1906年（明治39年）4月 - 市制施行に伴い、「長岡市立神田尋常小学校」に改称[1]。
- 1921年（大正10年）2月 - 校歌と校旗（よつば）を制定[1]。
- 1935年（昭和10年）4月 - 開校時に統合していた新町尋常小学校（現：長岡市立新町小学校）が分離独立[1]。
- 1941年（昭和16年）4月 - 国民学校令施行に伴い、「長岡市神田国民学校」に改称[1]。
- 1945年（昭和20年）8月1日 - 長岡空襲により校舎が全焼[1]。
- 1946年（昭和21年）3月31日 - 一旦閉校し、新町小学校へ統合[1]。
- 1948年（昭和23年）
  - 4月 - 新町小学校から分離独立し、長岡市立神田小学校として開校[1]。
  - 9月1日 - 落成した新校舎での授業を開始[1]。
- 1950年（昭和25年）5月 - 新校歌（作詞：堀口大學、作曲：團伊玖磨[2]）と新校章を制定[1]。
- 1957年（昭和32年） - プールを落成[1]。
- 1967年（昭和42年）10月 - 知的障害学級（特殊学級）「よつば1組」を開設[1][3]。
- 1968年（昭和43年）4月 - 肢体不自由学級（特殊学級）「よつば2組」を開設[1][3]。
- 1971年（昭和46年）4月 - 青少年赤十字に加盟[1]。
- 1973年（昭和48年）3月 - 鉄筋コンクリート造4階建ての普通教室棟を落成[1]。
- 1982年（昭和57年）1月 - 新体育館を落成[1]。
- 1983年（昭和58年）
  - 3月 - 鉄筋コンクリート造4階建ての普通教室・特別教室・管理棟を落成[1]。
  - 7月 - グラウンドを造成[1]。
- 1990年（平成2年）4月 - 新潟県青少年赤十字中越地区協議会事務局を併設[4]。
- 1993年（平成5年）4月 - いきいきスクールプロジェクトを開始[1]。
- 1998年（平成10年）5月 - 長岡の教育人材活動を本格的に開始。絵画部門の拠点校に指定[1]。
- 2003年（平成15年）8月 - 教室棟を大規模改修[1]。
- 2006年（平成18年）4月 - 2学期制に変更[1]。
- 2007年（平成19年）
  - 1月 - 100周年のあゆみ館を落成[1]。
  - 12月 - よつば文庫を開設[1]。

## 学校目標

### 教育目標
- ゆたかな学び・かがやく笑顔

出典：

## 学区
- 長岡市
  - 神田町2・3丁目、西神田町、石内1・2丁目、昭和2丁目、中島7丁目
  - 東新町（一部）
  - 西新町1丁目（一部）
  - 昭和1丁目（一部）
  - 水道町4・5丁目（一部）
  - 松葉1丁目（一部）
  - 中島6丁目（一部）
  - 長町2丁目（一部）

出典：

## 進学先中学校
- 長岡市立東中学校（長岡市水道町）[6]

## アクセス

### 鉄道
- 長岡駅（上越新幹線・信越本線・上越線）から約1km

### バス
- 「昭和通り」バス停（越後交通）から徒歩で約2分

## 周辺
- 神田コミュニティセンター
- 北越銀行新町支店
- 正覚寺